# Mausoleo di Lucio Sempronio Atratino
(Salvatore Buonomo)
Il mausoleo di Lucio Sempronio Atratino, anche detto mole atratina o torre dell'Atratina, è un monumento funerario del I secolo a.C., a pianta circolare, situato nel centro abitato di Gaeta, sul colle Atratino, che costituisce l'area superiore del quartiere Porto Salvo.

## Storia
Lucio Sempronio Atratino visse nel I secolo a.C.. Facente parte del ramo patrizio della gens Sempronia, fu pretore suffectus nel 40 a.C. (avendo come collega Marco Valerio Messalla Corvino) e, dallo stesso anno, augure; fu propretore in Grecia nel 39 a.C. e console suffectus nel 34 a.C.. Dapprima sostenitore di Marco Antonio, si schierò poi dalla parte di Augusto che lo nominò governatore dell'Africa Proconsolare intorno al 23 a.C., celebrando un trionfo nel 21 a.C. per le azioni compiute in quella provincia.
Atratino aveva una vasta villa che trovava luogo in un'ampia spianata realizzata su uno dei colli prospicienti il golfo di Gaeta, all'interno della quale fece costruire alla fine del secolo il proprio mausoleo, nel quale trovò sepoltura il suo corpo dopo la morte per suicidio avvenuta nel 20 a.C.. Il grande monumento sepolcrale, del quale non sono note le date di inizio e termine della costruzione, venne edificato nella seconda metà del I secolo a.C.; intorno al 20 a.C. venne costruito per sé da Lucio Munazio Planco un monumento sepolcrale affine, sulla sommità del Monte Orlando.
Nei secoli successivi, l'intero complesso venne depredato dei preziosi decori che lo ornavano e i resti della villa vennero inglobati dentro costruzioni successive. Il mausoleo venne spogliato del suo rivestimento in conci marmorei che vennero utilizzati come materiale di recupero in parte per il palazzo ducale dell'ipato Giovanni I i cui resti sono visibili nell'attuale piazza Commestibili (inizi del X secolo), in parte per la costruzione del basamento del campanile della cattedrale (edificato tra il 1148 e il 1174), in parte per la realizzazione della scalinata degli Scalzi, nel quartiere Porto Salvo e antistante la chiesa di Santa Maria di Porto Salvo, monumentale ex voto per la scampata pestilenza del 1656. L'edificio venne riadattato a stalla per asini e mucche scavando nelle tre celle interne delle mangiatoie, e a magazzino per il foraggio costruendo un piano superiore tramite un la realizzazione di un soppalco.

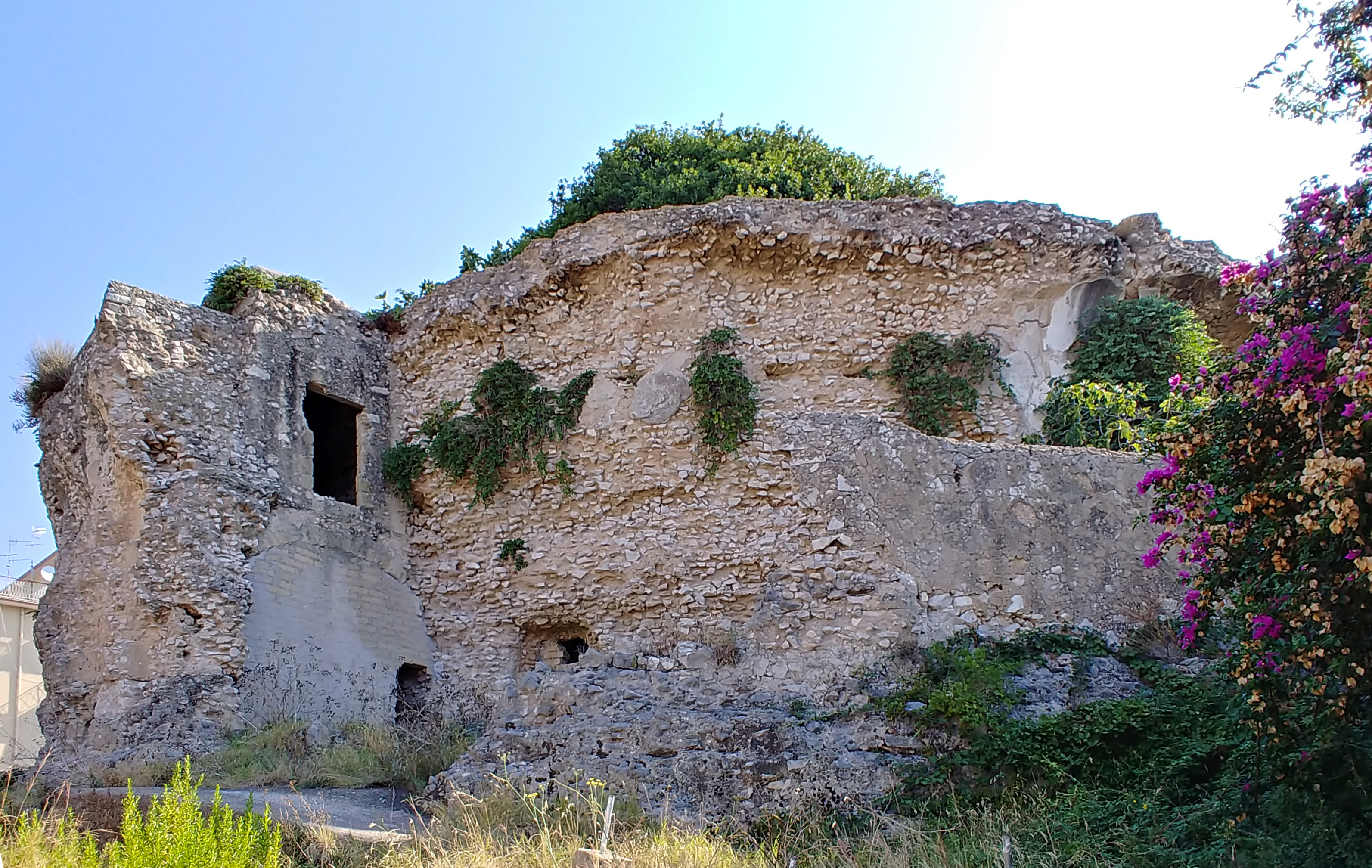
Veduta esterna da sud-ovest: si noti il parziale crollo del corridoio anulare, causato dall'esplosione del 1815.

Nel corso dell'assedio di Gaeta del giugno-agosto 1815, effettuato dalle truppe del regno di Napoli contro quelle fedeli a Gioacchino Murat capeggiate dal barone Alessandro Begani, il mausoleo venne adibito a polveriera dagli assedianti e venne in parte danneggiato da un'esplosione poiché colpito da una bomba dagli assediati. Alcune fonti riportano erroneamente che il mausoleo sarebbe stato demolito da Begani in vista dell'assedio per evitare che potesse essere sfruttato dagli assedianti, o che lo stesso generale lo avrebbe per lo stesso motivo gravemente lesionato facendovi scoppiare dentro ingenti quantità di polvere da sparo.
Successivamente l'edificio non venne restaurato e tornò ad essere utilizzato come magazzino per il foraggio in un generalizzato stato di abbandono fino agli inizi del terzo quarto del XX secolo. Nel 2012 è stato affidato dalla Soprintendenza per i Beni archeologici del Lazio al Parco regionale Riviera di Ulisse; nel maggio dello stesso anno è stato inaugurato un impianto di illuminazione notturna.

## Descrizione

### Misure e dimensioni

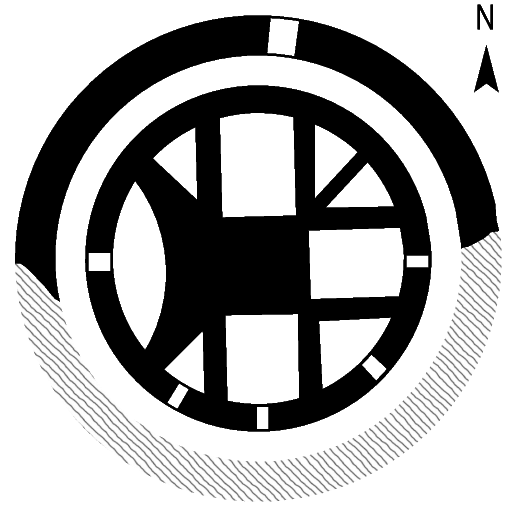
La pianta del mausoleo (in tratteggio la parte crollata nel 1815).

| Parametro                       | Misura        |
| ------------------------------- | ------------- |
| Diametro                        | 36,30 m       |
| Circonferenza                   | 114,00 m      |
| Altezza (torrino escluso)       | 13,30 m       |
| Altezza del torrino             | 4,80 m        |
| Larghezza del corridoio anulare | 2,50 m        |
| Dimensioni delle celle          | 4,60 x 6,00 m |

### Architettura
Il mausoleo di Lucio Sempronio Atratino si trova nella parte superiore del quartiere Porto Salvo, sul colle Atratino che da esso prende nome; è situato non lontano da via Gastone Maresca (tratto urbano della strada statale 213 Via Flacca), all'incrocio tra via Atratina (che lo costeggia sulle fiancate settentrionale e occidentale), via Cuostile e via Cristoforo Colombo. Già in posizione isolata rispetto al centro abitato, è attualmente in una zona densamente edificata a scopo residenziale.

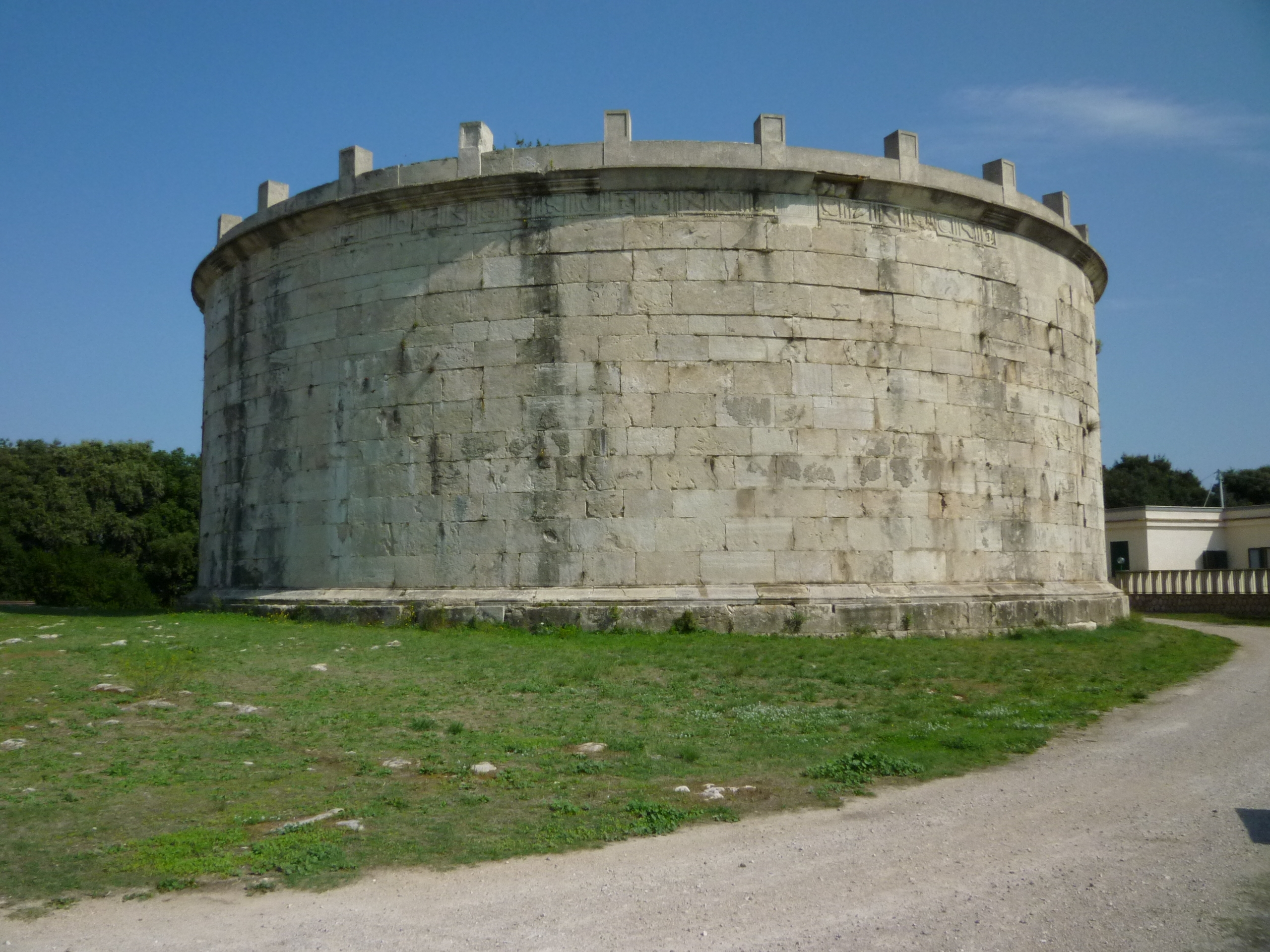
Il mausoleo di Lucio Munazio Planco (fine del I secolo a.C.), sul monte Orlando, simile a quello di Lucio Sempronio Atratino.

La struttura ha pianta circolare. Lungo il perimetro, internamente vi è un alto corridoio anulare coperto con volta a botte; di quest'ultimo manca tutta la metà meridionale, crollata in seguito allo scoppio del 1815. Intorno al pilastro centrale a base quadrata, avente lato di circa 3 metri, si sviluppano quattro ambienti principali, disposti a croce: in corrispondenza di ciascuno dei punti cardinali (ad eccezione dell'ovest), vi sono tre celle a pianta rettangolare, anch'esse coperte con volta a botte. In luogo della quarta cella, vi è una cisterna per l'acqua, elemento peculiare del mausoleo di Atratino, a pianta ellittica e foderata internamente di cocciopesto. Gli ambienti intermedi sono aperti verso l'alto e, qualora la copertura del mausoleo fosse stata dotata di uno strato apicale di terriccio con piante come in monumenti coevi, probabilmente essi erano ricolmi di terra così da poter accogliere le radici dei soprastanti alberi. Alla sommità dell'edificio si elevava un torrino a pianta circolare, in parte ancora visibile, raggiungibile tramite una scala situata all'interno del corridoio anulare.
Il mausoleo di Lucio Sempronio Atratino presenta alcune differenze relativamente al coevo mausoleo di Lucio Munazio Planco, situato sul poco lontano monte Orlando, il quale in luogo della cisterna presenta una quarta cella funeraria. Rispetto a quest'ultimo è leggermente più ampio, con 36,30 metri di diametro contro i 29,50 di quello di Planco; inoltre le fiancate sono più alte di circa 5 metri (il torrino è presente solo sul mausoleo di Atratino). Per le sue dimensioni, il mausoleo di Atratino è nel suo genere il più grande del Lazio, superato solo da quelli di Augusto (31-4 a.C.) e di Adriano (secondo decennio del II secolo d.C.) a Roma.

### Elementi nel basamento del campanile della cattedrale
Il basamento del campanile della cattedrale di Gaeta venne costruito nel XII secolo riutilizzando parte del rivestimento esterno del mausoleo di Lucio Sempronio Atratino; sono tutt'oggi visibili, lungo il perimetro esterno ed interno, diversi elementi scultorei ed epigrafici appartenenti al monumento sepolcrale.
Sulla fiancata sinistra sono visibili diversi conci lapidei decorati a bassorilievo con metope e triglifi, costituenti il coronamento esterno del mausoleo. Sullo stesso lato del basamento, in basso a sinistra, vi è un blocco recante la seguente epigrafe:
Tale iscrizione diede vita ad una serie di fraintendimenti e di fantasiose ricostruzioni a causa di una lettura che non teneva conto del punto mediano di separazione tra il praenomen e il nomen: era stata, infatti, letta come parte della parola latrator, presente nel nono libro delle Metamorfosi di Publio Ovidio Nasone e riferita ad Anubi, attraverso i cui latrati il dio Mercurio dava i suoi vaticini. Pertanto il basamento del campanile era stato scambiato per un tempio dedicato alla divinità pagana.
Diverse metope e triglifi costituiscono il filare inferiore del lato anteriore del basamento, alla sinistra dell'arcata di ingresso; altre metope si trovano all'interno del basamento, sulle pareti della scalinata monumentale, decorate con rilievi raffiguranti insegne sacerdotali e strumenti sacrificali, chiaro riferimento all'attività di augure di Lucio Sempronio Atratino.